# Milan Bogunović
Milan Bogunović (Zombor, 1983. május 31. –) szerb labdarúgó, hátvéd.

## Karrier

### Diósgyőr
2009 januárjában érkezett a csapathoz próbajátékra és rögtön első meccsén meggyőzte Gálhidi György vezetőedzőt, így szerződtették. Eredetileg Boris Milicicet váltotta volna a védelemben, de ő végül maradt, így versenyt teremtve a posztért. Tavasszal felváltva léptek pályára Milicic-csel a védelem közepében, de előfordult előretolt szűrőként is. Végül nyáron bontották fel a szerződését a felé lévő tartozások elengedése fejében.

### ZTE
2009 nyarán 4 éves szerződést írt alá a ZTE csapatához.

## Sikerei, díjai
ZTE
- Magyarkupa-döntős: 2010